# شکست‌ناپذیر (رمان استانیسلاو لم)
شکست‌ناپذیر کتابی است نوشتهٔ استانیسلاو لم در سبک علمی تخیلی سخت و از آثار مهم او تلقی می‌شود و به حوادثی می‌پردازد که بر روی سیاره‌ای ناشناخته برای خدمهٔ یک فضاناو زمینی به نام شکست‌ناپذیر رخ می‌دهد.

## داستان
فضاناوی به نام شکست‌ناپذیر، بر روی سیاره‌ی رِجیس سه فرود می‌آید تا در مورد گم شدن فضاناوی دیگر به نام کرکس یا کوُندوُر تحقیق کند. اما سرنشینان شکست‌ناپذیر با گونه‌ای جدید از حیات روبه‌رو می‌شوند که بر اثر تکامل ماشین‌های خود-همانندساز به وجود آمده است. شواهد نشان می‌دهد گونه‌های دیگری هم از این حیات مصنوعی وجود داشته، اما در حال حاضر تنها یک گونه از آن‌ها باقی مانده: ماشین‌هایی بسیار ریز و حشره‌مانند که هر کدام به تنهایی هیچ خطری ندارند، اما زمانی که به صورت توده دربیایند و احساس خطر کنند متجاوز را با حمله با نوعی تداخل امواج الکترومغناطیسی شکست می‌دهند. چنین حمله‌ای به انسان باعث می‌شود انسان حافظهٔ خود را به طور کامل از دست بدهد، به طوری که هیچ تفاوتی با نوزاد نداشته باشد.
خدمهٔ شکست‌ناپذیر که از دیدن این موجودات و بلایی که بر سر خدمهٔ کرکس آورده‌اند خشمگین شده‌اند می‌کوشند که این موجودات را نابود کنند، اما کم‌کم به بیهودگی عمل خود پی می‌برند.

## مباحث کتاب
این رمان، روابط میان گونه‌های مختلف حیات و حوزه‌های آن‌ها و جایگاه آن‌ها را در عالم بررسی می‌کند. و شاید بتوان از آن، این برداشت را کرد که تکامل حتماً به غلبهٔ گونه‌دارای هوش برتر نمی‌انجامد.

## ترجمهٔ کتاب در فارسی
این کتاب در سال ۱۳۷۸ با ترجمهٔ پیمان اسماعیلیان و توسط نشر افق به فارسی منتشر شد. شاید ایراد بزرگی که به این ترجمه بتوان گرفت این باشد که از روی ترجمهٔ انگلیسی کتاب انجام گرفته که خود آن نیز از روی ترجمهٔ آلمانی از متن لهستانی بوده. در نتیجه بسیاری از ظرائف زبانی و سَبک استانیسلاو لم بی‌تردید در این میان فدا شده است.